# Charles Beitz

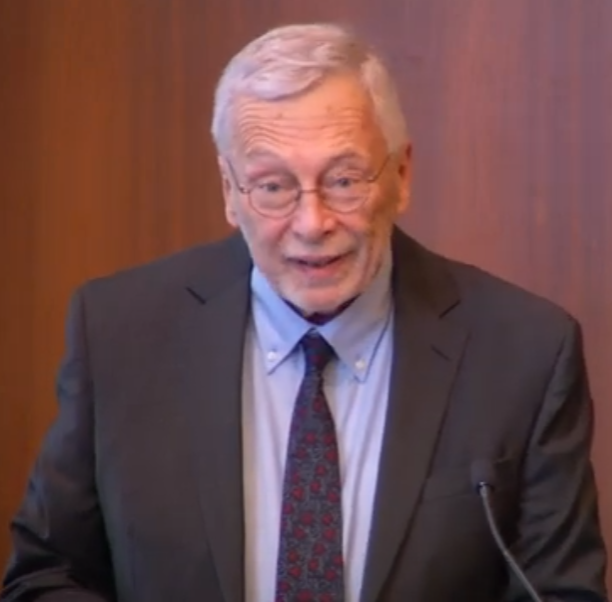
Charles Beitz, 2022

Charles R. Beitz (* 20. Juli 1949) ist ein US-amerikanischer Philosoph und Professor für politische Philosophie am Department of Politics der Princeton University. Seit 2009 ist er ebenda außerdem Direktor des University Center for Human Values.
Beitz schloss an der Colgate University mit einem Bachelor ab, bevor er in Princeton seinen Doktortitel erwarb. Nachdem er zunächst am Swarthmore College sowie am Bowdoin College gelehrt hatte, kehrte er 2001 schließlich an die Princeton University zurück. 2008 wurde er in die American Academy of Arts and Sciences aufgenommen.
Seine Forschungsinteressen liegen vor allem in der politischen Theorie, der Demokratietheorie, der Gerechtigkeitstheorie und der Theorie der Menschenrechte.

## Texte
- Political Theory and International Relations. Princeton University Press 1979.
- Political Equality: An Essay in Democratic Theory. Princeton University Press 1989.
- The Idea of Human Rights. Oxford University Press 2009.

| Personendaten    | Personendaten                                   |
| ---------------- | ----------------------------------------------- |
| NAME             | Beitz, Charles                                  |
| ALTERNATIVNAMEN  | Beitz, Charles R.                               |
| KURZBESCHREIBUNG | US-amerikanischer Philosoph und Hochschullehrer |
| GEBURTSDATUM     | 20. Juli 1949                                   |